# Hermannsfeld
Hermannsfeld is een plaats in de Duitse gemeente Rhönblick, deelstaat Thüringen, en telt 318 inwoners.